# Coppa dei Campioni 1980-1981 (hockey su pista)
La Coppa dei Campioni 1980-1981 è stata la 16ª edizione della massima competizione europea di hockey su pista riservata alle squadre di club. Il torneo ha avuto inizio il 4 aprile e si è concluso il 27 giugno 1981.
Il titolo è stato conquistato dadal Barcellona per la sesta volta nella sua storia, la quarta consecutiva.

## Squadre partecipanti
| Nazione        | Club           | Città        | Qualificazione                                                                      |
| -------------- | -------------- | ------------ | ----------------------------------------------------------------------------------- |
| Belgio         | Royal Sunday   | Bruxelles    | Wild Card                                                                           |
| Francia        | Coutras        | Coutras      | 1º in 1ere Division 1980, campione di Francia                                       |
| Germania Ovest | Cronenberg     | Wuppertal    | 1º in 1 Bundesliga 1980, campione di Germania Ovest                                 |
| Inghilterra    | Southsea       | Portsmouth   | 1º in Roller Hockey Premier League 1980, campione d'Inghilterra                     |
| Italia         | AFP Giovinazzo | Giovinazzo   | 1º in Serie A 1979-1980, campione d'Italia                                          |
| Paesi Bassi    | Dennenberg     | Valkenswaard | 1º in 1ª Klasse 1980, campione dei Paesi Bassi                                      |
| Portogallo     | Benfica        | Lisbona      | 1º in 1ª Divisão 1979-1980, campione del Portogallo                                 |
| Spagna         | Barcellona     | Barcellona   | Campione d'Europa in carica e 1º in División de Honor 1979-1980, campione di Spagna |
| Spagna         | Tordera        | Tordera      | 2º in División de Honor 1979-1980                                                   |
| Svizzera       | Thunerstern    | Thun         | 1º in Lega Nazionale A 1980, campione di Svizzera                                   |

## Risultati

### Primo turno
| Squadra 1    | Totale  | Squadra 2   | Andata | Ritorno |
| ------------ | ------- | ----------- | ------ | ------- |
| Royal Sunday | 15 - 10 | Thunerstern | 8 - 4  | 7 - 6   |
| Southsea     | 7 - 18  | Coutras     | 7 - 3  | 0 - 15  |

### Quarti di finale
| Squadra 1  | Totale | Squadra 2      | Andata | Ritorno |
| ---------- | ------ | -------------- | ------ | ------- |
| Benfica    | 8 - 12 | Barcellona     | 3 - 2  | 5 - 10  |
| Dennenberg | 3 - 9  | AFP Giovinazzo | 2 - 1  | 1 - 8   |
| Coutras    | 3 - 6  | Royal Sunday   | 3 - 6  | n.d.    |
| Cronenberg | 3 - 9  | Tordera        | 2 - 0  | 1 - 9   |

### Semifinali
| Squadra 1      | Totale | Squadra 2    | Andata | Ritorno |
| -------------- | ------ | ------------ | ------ | ------- |
| AFP Giovinazzo | 17 - 7 | Royal Sunday | 15 - 1 | 2 - 6   |
| Tordera        | 4 - 13 | Barcellona   | 0 - 4  | 4 - 9   |

### Finale
| Squadra 1  | Totale | Squadra 2      | Andata | Ritorno |
| ---------- | ------ | -------------- | ------ | ------- |
| Barcellona | 12 - 3 | AFP Giovinazzo | 6 - 1  | 6 - 2   |

#### Andata
| Barcellona 13 giugno 1981 | Barcellona | 6 – 1 | AFP Giovinazzo | Palau Blaugrana |

#### Ritorno
| Giovinazzo 27 giugno 1981 | AFP Giovinazzo | 2 – 6 | Barcellona |  |